# Лолита (испанская певица)
Лоли́та, также известная как Лолита Флорес (исп. Lolita Flores, род. 6 мая 1958, наст. имя: Мария Долорес Гонсалес Флорес) — испанская певица.
Она дочь знаменитой певицы Лолы Флорес (1923—1995) и певца и музыканта Антонио Гонсалеса (изв. как Эль Пескадилья) (1925—1999), сестра певца Антонио Флореса (1961—1995) и певицы и актрисы Росарио Флорес (род. 1963).

## Дискография

### Альбомы
- Amor, amor (1975)
- Abrázame (1976)
- Mi carta (1977)
- Espérame (1978)
- Seguir Soñando (1980)
- Atrévete (1982)
- Águila real (1983)
- Para volver (1985)
- Locura de amor (1987)
- Madrugada (1990)
- Con Sabor a Menta (1991)
- Y La Vida Pasa (1994)
- Quién lo va a detener (1995)
- Atrasar el reloj (1997)
- Lola, Lolita, Lola (2001)
- Lola, Lolita, Dolores (2002)
- Si la vida son 2 días (2004)
- Y ahora Lola. Un regalo a mi madre (2005)
- Sigue caminando (2007)

## Фильмография
- La princesa del polígono (2007)
- Fuerte Apache (2006)
- Rencor (2002)

Снималась в большом количестве сериалов, в частности, в первом эпизоде испанского ситкома «Дежурная аптека» (исп. Farmacia de guardia) режиссёра Антонио Мерсеро (в роли самой себя), и в первом эпизоде мистического сериала «Чёрная лагуна» (исп. El internado. Laguna Negra).